# Ramalina subfraxinea
Ramalina subfraxinea är en lavart som beskrevs av Nyl. Ramalina subfraxinea ingår i släktet Ramalina och familjen Ramalinaceae.   Inga underarter finns listade i Catalogue of Life.